# Boskaardespin
De boskaardespin (Callobius claustrarius) is een spinnensoort in de taxonomische indeling van de nachtkaardespinnen (Amaurobiidae).
Het dier komt uit het geslacht Callobius. Callobius claustrarius werd in 1833 beschreven door Carl Wilhelm Hahn.